# Fowlerville (Michigan)
Pour les articles homonymes, voir Fowlerville.
Fowlerville est un village du comté de Livingston, dans l'État du Michigan, aux États-Unis. En 2020, il comptait une population de 2 951 habitants.